# نامزد آمریکایی من
نامزد آمریکایی من فیلمی به کارگردانی داوود توحیدپرست و نویسندگی داوود توحیدپرست و یاسمن کفایتی محصول سال ۱۳۸۷ است.

## بازیگران
- مجید حاجی زاده
- داوود توحیدپرست
- شهرزاد کمال زاده
- محمود محکمی
- رونا قیصرنژاد
- مژگان بیات
- پریسا رضایی
- مهدی مدرسی
- میترا صفائی
- ثریا قاسمی
- منوچهر علیپور